# 하남축 간선급행버스체계
하남축 간선급행버스체계는 임시 전용으로 만들어 놓은 BRT이다. 2011년 3월 19일에 전 구간이 개통되고 나서 중앙버스전용차로 형태로 운영 중이다.

## 개요
- 구간: 경기도 하남시 창우동 창우차고지 - 서울특별시 강동구 천호역 (10.5km[1])

## 연혁
- 2006년 : BRT 시범 사업으로 선정됨.[2]
- 2009년 4월 : 하남시 구간 우선착공.
- 2010년 중반 : 강동구 구간 착공.
- 2011년 3월 19일 : 창우차고지 - 천호역 간 간선급행버스체계 전 구간 개통.[3]
- 2013년 9월 27일 : 차고지 및 환승 시설 완공.[4]

## 기대효과
- 버스 속도가 20% 빨라졌다.[5]
- 버스 운행 시간 편차도 줄어진다.[6]

## 경유 버스 노선
| 노선 번호       | 운행업체          | 운행구간          | 운행구간 | 운행구간     | 경유지 | 배차 간격 (분) | 비고                                     |
| --------------- | ----------------- | ----------------- | -------- | ------------ | --- | -------------- | ---------------------------------------- |
| 1-4             | 대원운수          | 대성리역          | ↔        | 미사리       | 마석역, 평내호평역, 남양주시청 금곡역, 도농역, 구리역, 구리시청, 광나루역, 천호역, 길동역, 강일동 리버파크, 미사지구                                                               | 10~17          | 남양주시 면허                            |
| 13              | 경기고속          | 광주터미널        | ↔        | 강변역       | 광주공설운동장, 번천리, 광지원, 천현동주민센터, 천현사거리, 신장사거리, 덕풍파출소, 황산, 상일초교, 한영고, 명일역, 구천면로, 천호역, 천호대교, 광나루역                           | 10~15          | 광주시 면허                              |
| 13-2            | 대원고속          | 관음리            | ↔        | 강변역       | 퇴촌, 광지원, 천현동주민센터, 천현사거리, 신장사거리, 덕풍파출소, 황산, 상일초교, 한영고, 명일역, 구천면로, 천호역, 천호대교, 광나루역                                             | 20~25          | 광주시 면허                              |
| 16              | 대원고속          | 하남공영차고지    | ↔        | 일원역       | 상산곡동, 천현동주민센터, 하남문화회관, 풍산초교, 황산, 상일초교, 한영고, 명일역, 구천면로, 천호역, 잠실나루역, 잠실역, 가락시장역, 수서역                                         | 5~10           | 광주시 면허                              |
| 23              | 경기버스          | 광릉내            | ↔        | 덕풍동       | 진접읍, 오남읍, 진건읍, 사릉역, 남양주시청 금곡역, 도농역, 구리역, 구리시청, 광나루역, 천호역, 길동역, 풍산동                                                                      | 5~7            | 남양주시 면허                            |
| 30              | 경기상운          | 하남공영차고지    | ↔        | 남한산성입구 | 상산곡동, 천현동주민센터, 하남시청, 덕풍시장, 황산, 상일초교, 한영고, 명일역, 구천면로, 천호역, 몽촌토성역, 백제고분, 송파역, 복정역, 모란역, 단대오거리역                         | 5~10           | 하남시 면허                              |
| 30-1            | 경기상운          | 하남공영차고지    | ↔        | 남한산성입구 | 상산곡동, 천현동주민센터, 하남소방서, 천현사거리, 신장사거리, 덕풍파출소, 황산, 상일초교, 한영고, 명일역, 구천면로, 천호역, 잠실역, 가락시장역, 태평역, (구)성남시청, 단대오거리역 | 10~15          | 하남시 면허                              |
| 30-3            | 경기상운          | 하남공영차고지    | ↔        | 잠실역       | 하남시청, 덕풍시장, 황산, 상일초교, 강동역, 천호역 | 8~10           | 하남시 면허                              |
| 30-5            | 경기상운          | 하남BRT환승센터   | ↔        | 잠실역       | 하남시청, 신장시장, 춘궁동, 감북동, 올림픽공원역, 몽촌토성역 | 5~8            | 하남시 면허                              |
| 112             | 경기고속          | 하남공영차고지    | ↔        | 강변역       | 상산곡동, 천현동주민센터, 하남시청, 덕풍시장, 황산, 상일초교, 강동역, 천호역, 올림픽대교                                                                                           | 5~10           | 광주시 면허                              |
| 112-1           | 대원운수          | 도곡리 (연대농장) | ↔        | 강변역       | 덕소리, 도심역, 팔당대교, 하남초교, 신장사거리, 덕풍파출소, 황산, 상일초교, 강동역, 천호역, 올림픽대교                                                                             | 6~12           | 남양주시 면허                            |
| 112-5           | 경기상운          | 한솔아파트        | ↔        | 서울아산병원 | 신장사거리, 덕풍파출소, 황산, 상일초교, 강동역, 천호역 | 5~10           | 하남시 면허                              |
| 341 간선버스    | 대원여객          | 강동공영차고지    | ↔        | 우먼동       | 상일초교, 초이동, 강동역, 천호역, 잠실역, 삼성역, 강남역, 양재역 | 10~13          | 서울시 면허                              |
| 370 간선버스    | 대원여객 송파상운 | 강동공영차고지    | ↔        | 서대문역     | 상일동역, 초이동, 천호대로, 종로, 광화문 | 5~14           | 서울시 면허                              |
| 1113 직행좌석   | 대원고속          | 에버랜드          | ↔        | 강변역       | 포곡읍, 한국외국어대학교, 모현면, 양벌리, 광주터미널, 광주시청, 상번천리, 중부고속도로, 서울외곽순환고속도로, 강동역, 천호역, 천호대교, 광나루역                                   | 15~20          | 용인시 면허                              |
| 1113-1 직행좌석 | 대원고속          | 동원대학교        | ↔        | 강변역       | 곤지암, 곤지암터미널, 초월읍, 쌍령동, 광주터미널, 광주시청, 상번천리, 중부고속도로, 서울외곽순환고속도로, 강동역, 천호역, 천호대교, 광나루역                                       | 4~7            | 광주시 면허 출,퇴근 시간대 급행버스 운행 |
| 1113-2 직행좌석 | 대원고속          | 광주터미널        | ↔        | 강변역       | 광주시청, 상번천리, 중부고속도로, 서울외곽순환고속도로, 강동역, 천호역, 천호대교, 광나루역                                                                                         | 15~25          | 광주시 면허                              |

## 같이 보기
- 간선급행버스체계
- 버스전용차로
- 하남시외버스정류장